# Dekontaminationsplatz

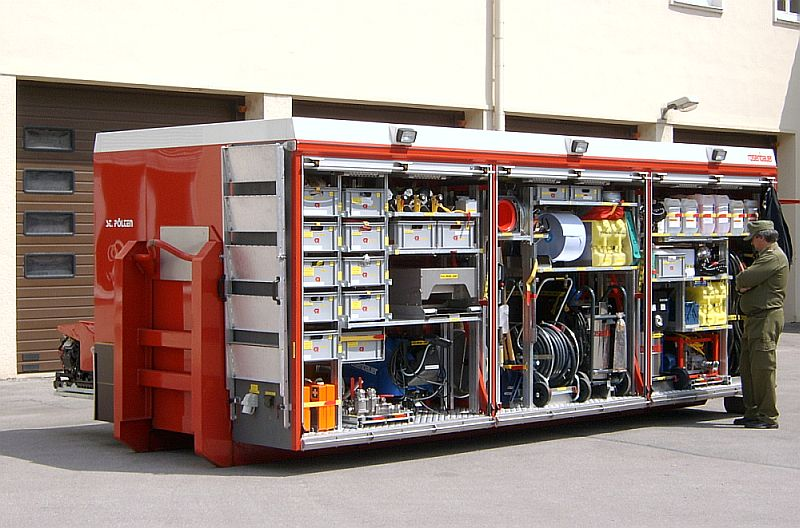
Deko-Container der Freiwilligen Feuerwehr St. Pölten (NÖ)

Ein Dekontaminationsplatz (auch Dekon-Platz (Deutschland) oder Deko-Platz (Österreich) genannt) dient zur Dekontamination von Personen, Fahrzeugen oder Geräten.
Diese sind
- im zivilen Bereich infolge eines chemischen, biologischen oder radiologischen Unfalls,
- im militärischen Bereich beziehungsweise im Bereich der Zivilverteidigung durch Einwirkung von ABC-Kampfmitteln

kontaminiert worden.

## Schematischer Aufbau und Umfang

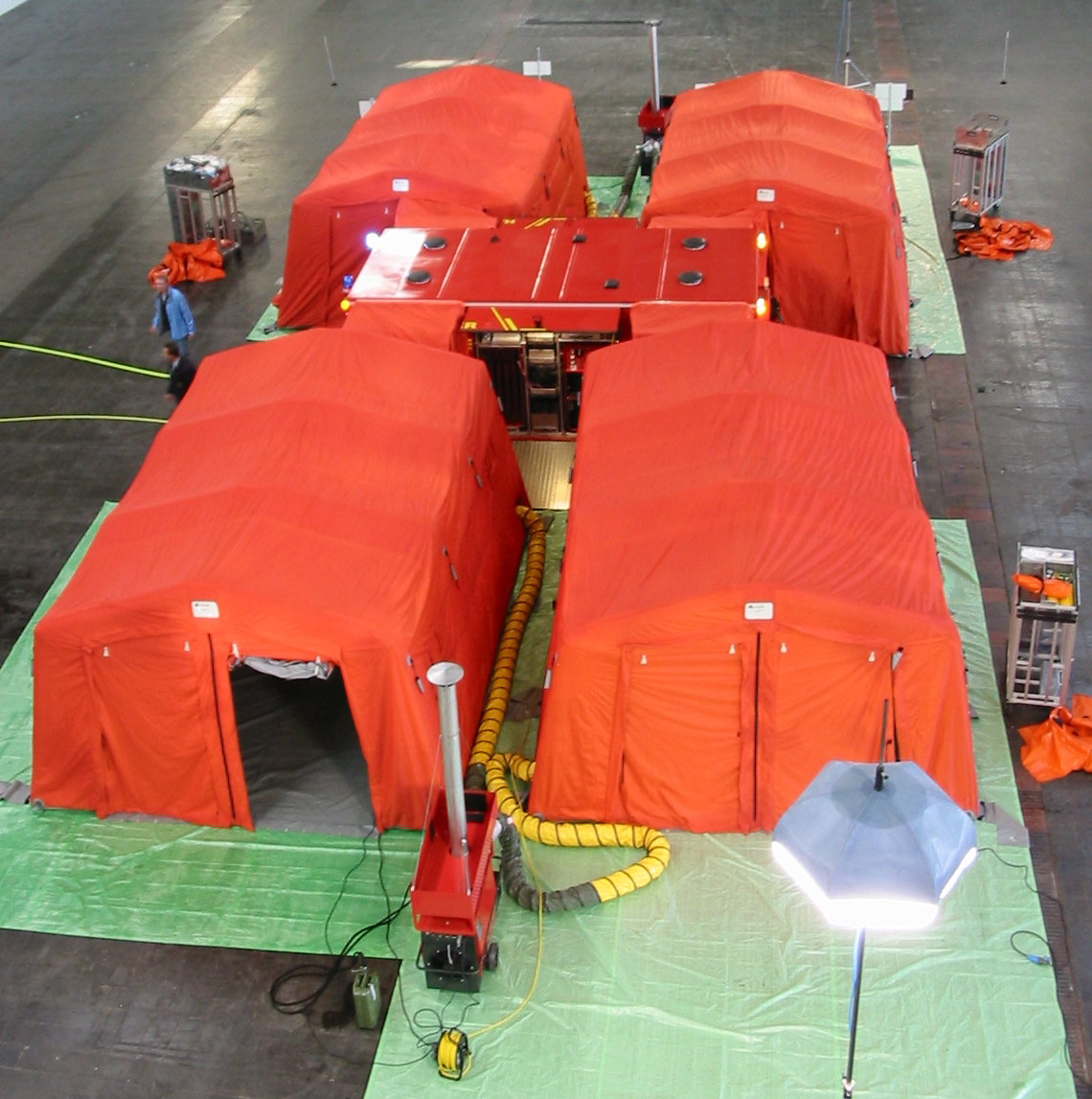
Abrollbehälter-Dekontamination-Zivilpersonen der Feuerwehr Hannover aufgebaut

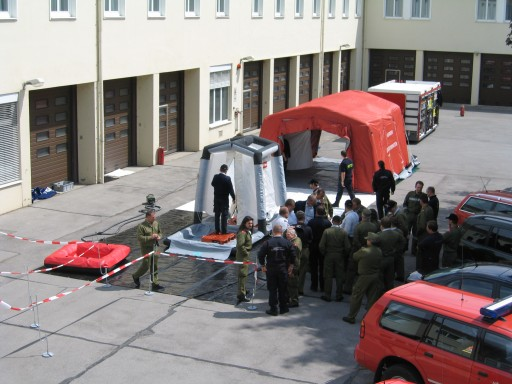
Übungsmäßiger Aufbau eines Dekontaminationsplatzes

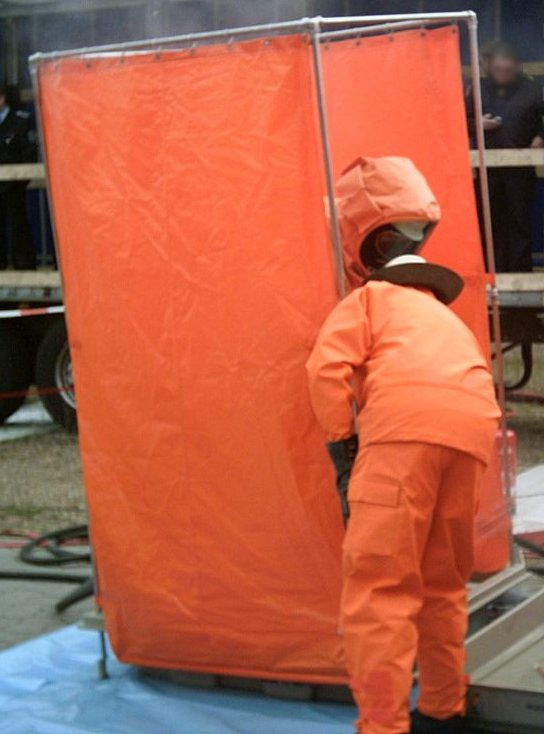
Dekontamination während einer Gefahrgutunfall-Übung

Je nach Art und Größe des Unfalles müssen die Dekon-Plätze verschieden ausgestattet sein, entsprechende Dekontaminationsfahrzeuge kommen zum Einsatz. Bedingt durch die Einsatztaktik und das zugrunde liegende Schwarz-Weiß-Prinzip wird stets ein Schwarzbereich (unrein) und ein Weißbereich (rein/dekontaminiert) unterschieden. Beide Areale sind immer gut zu kennzeichnen. Alternativ (zum Schwarz-Weiß-Bereich) kann der Dekon-Platz auch in drei Zonen (rot, gelb, grün) aufgeteilt werden. Die rote Zone gilt als schmutziger Bereich, in der gelben Zone erfolgt die eigentliche Dekontamination und in der grünen Zone werden Registrierung und Nachsorge durchgeführt. Die rote und die gelbe Zone sind mit dem Schwarzbereich gleichzusetzen, während die grüne Zone dem Weißbereich entspricht. Beide Modelle für die Einteilung werden bundesweit verwendet.
Die Art der Reinigung ist abhängig von der Art des Unfalles. Viele Stoffe können durch Wasser abgespült werden, andere reagieren mit Wasser und der Versuch der Reinigung mit Wasser würde unter Umständen mehr schaden als nützen. Es gibt auch die Möglichkeit der trockenen Reinigung nur mit Bürsten oder Staubsaugern.

## Ablauf der Dekontamination
Alle Dekontaminationsmaßnahmen müssen dokumentiert werden, der Erfolg der Dekontamination ist durch Kontrollmessungen zu dokumentieren. Diese sind aber nur im Falle einer radioaktiven Kontamination sicher mit den zur Verfügung stehenden Messgeräten durchzuführen. Im Falle einer biologischen oder chemischen Kontamination ist eine solche „Erfolgskontrolle“ im Allgemeinen nur mit Labormitteln durchzuführen.
Die Entkleidung einer kontaminierten Person ist von besonderer Wichtigkeit; im Falle radiologischer oder nuklearer Kontamination können alleine hierdurch bereits die Entfernung von bis zu 80 % der Kontamination erreicht werden.
Die kontaminierte Bekleidung ist dabei zu sammeln und zu entsorgen. Die Verantwortlichen haben hierbei darauf zu achten, dass keine Verunreinigungen verschleppt werden sowie bei den kontaminierten Personen kein (weiterer) Hautkontakt mit Verunreinigungen erfolgt. Einsatzkräfte in Chemieschutzanzügen sind schwierig zu entkleiden, da sie, je nach Anzugart, teilweise Atemschutzgeräte in den Anzügen tragen.
Einfache Wasserreinigung ist auch mit Hilfe der Gerätschaften von Tanklöschfahrzeugen der Feuerwehr durchführbar. Mit einer wasserdichten Plane, die über Holzpfosten, gefüllte Schläuche oder aufrecht gestellte Steckleiterteile gelegt wird, kann kontaminiertes Wasser für eine spätere Entsorgung aufgefangen werden.

## Errichtung und Organisation
Die Errichtung und der Betrieb eines Dekon-Platzes sind personalintensiv. Dies wird besonders deutlich, wenn warmes Wasser und Reinigungsmittel benötigt werden. Weiterhin sollten bei der Einrichtung eines Dekon-Platzes die Wetterbedingungen, die Windrichtung und die Bodenbeschaffenheit berücksichtigt werden. Beispielsweise ist bei niedrigen Temperaturen ein geheiztes Zelt notwendig.
Es gibt Containersysteme, in die notwendige Einrichtungen wie Duschen, eingebaut sind. Bei anderen Systemen sind zwar die notwendigen Geräte in einem Container verpackt, die eigentliche Dekontamination wird aber außerhalb des Containers durchgeführt. Dies hat den Vorteil der Flexibilität des Aufstellungsortes und eröffnet die Möglichkeit, vorhandene Einrichtungen in festen Gebäuden mitbenutzen zu können; andererseits ist ein größerer Errichtungsaufwand notwendig.
Organisatorisch werden bei einem Gefahrgutunfall die notwendigen Einheiten meist gleichzeitig mit den Schadstoffeinheiten mitalarmiert, so dass der Dekon-Platz bereits errichtet ist, wenn die ersten Einsatzkräfte aus dem Gefahrenbereich dort eintreffen.